# Al-Chaur
Al-Chaur (arabisch الخور, DMG al-Ḫawr; oft Al Khor) ist eine Küstenstadt im Norden Katars. Sie liegt in der gleichnamigen Gemeinde al-Chaur und ist die Gemeindehauptstadt. Al-Chaur liegt 50 km nördlich der Hauptstadt Doha. Die Einwohnerzahl beträgt 90.000 (Stand 2016).
Die Stadt ist wegen der Nähe zu den Erdölfeldern und Erdgasvorkommen im Norden Katars und wegen der Nähe zu Ras Laffan die Heimat vieler Arbeiter der Ölindustrie.
Im Rahmen der FIFA Fußball-Weltmeisterschaft 2022 wurden im al-Bayt-Stadion WM-Spiele ausgetragen.